# アポロドーロス (クレーター)
アポロドーロスは、水星にあるクレーター。放射状の暗い溝を伴った奇妙な見た目から、正式名称が決まるまで、科学者には「クモ」の通称で呼ばれた。アポロドーロスはカロリス盆地の内部にある放射状の地溝であるパンテオン地溝帯の中心近くにある。アポロドーロスの底、リム、壁はカロリス盆地の中央部を覆う火山性の平原の下から衝突によって出てきた低反射率の物質を曝している。
現在のところ、クレーターのリムを切り取っても地溝が現れず、衝突に伴う黒い噴出物が地溝帯を覆っていることから、パンテオン地溝帯が形成された後にアポロドーロスができたと考えられているが、アポロドーロスがパンテオン地溝帯の形成に役割を果たしたのか、単に場所が一致しているだけなのかは分かっていない。加えて、アポロドーロスはパンテオン地溝帯の正確な中心からは40 kmほど離れている。
ダマスカスのアポロドーロスはローマのパンテオンを建てたことで知られる。